# Wattignies (1891)
Wattignies – francuski krążownik torpedowy z lat 90. XIX wieku, jedna z dwóch zbudowanych jednostek typu Wattignies. Okręt został zwodowany 9 kwietnia 1891 roku w stoczni Arsenal de Rochefort w Rochefort, a do służby w Marine nationale przyjęto go w maju 1892 roku. Jednostka została skreślona z listy floty w 1908 roku i następnie złomowana.

## Projekt i budowa
Krążowniki torpedowe typu Wattignies stanowiły rozwinięcie wcześniejszych okrętów typu Condor . Kadłuby jednostek wykonano ze stali.
„Wattignies” zbudowany został w stoczni Arsenal de Rochefort . Stępkę okrętu położono w październiku 1889 roku, a zwodowany został 9 kwietnia 1891 roku . Koszt budowy jednostki wyniósł 2 919 500 franków, w tym kadłub 1 755 000 franków, 1 019 500 - maszyny i kotły i 145,000 - uzbrojenie artyleryjskie (łącznie w przeliczeniu 111 000 £).

## Dane taktyczno–techniczne
Okręt był niewielkim krążownikiem torpedowym . Długość między pionami wynosiła 68 metrów , całkowita 70,97 m, szerokość całkowita 8,92 metra, a maksymalne zanurzenie 4,8 metra . Wyporność normalna wynosiła 1280 ton . 
Okręt napędzany był przez dwie poziome maszyny parowe potrójnego rozprężania o łącznej mocy 4000 KM . Były to trzycylindrowe maszyny produkcji Creusota, każda napędzająca bezpośrednio śrubę i osiągające do 140 RPM. Wyposażone były w powierzchniowe kondensatory pary, pompy odśrodkowe wody i osobne pompy do powietrza; w skład maszynerii wchodziły też pompy zasilające i pompy zęzowe produkcji zakładów Thirion. Pary dostarczały cztery kotły lokomotywowe , z wewnętrznymi paleniskami, o ciśnieniu roboczym 11,25 kg/cm². Ciąg wymuszony zapewniały wentylatory. Łączna masa kotłów, maszyn i wody roboczej wynosiła 387 ton, co dawało 97 kg ma 1 KM mocy silnika.
Maksymalna prędkość napędzanej dwiema śrubami jednostki wynosiła 18,5 węzła . Okręt zabierał 116 ton węgla, a maksymalny zapas 160 ton zapewniał zasięg wynoszący 2800 Mm przy prędkości 10 węzłów .
Główne uzbrojenie artyleryjskie jednostki składało się z pięciu pojedynczych dział kalibru 100 mm M1881 L/26 . W chwili wodowania okręt miał też dwa szybkostrzelne działa kal. 65 mm i cztery działka rewolwerowe 37 mm. Późniejsze źródła podają, że na okręcie zainstalowano sześć pojedynczych dział Hotchkiss M1885 L/40 kal. 47 mm i cztery pojedyncze działka kal. 37 mm M1885 L/20 . Okręt wyposażony był w cztery nadwodne wyrzutnie torped kal. 350 mm , umieszczone na końcach kadłuba.
Wypukły stalowy pokład pancerny miał grubość 40 mm, a nad maszynownią znajdował się koferdam i pokład przeciwodłamkowy .
Załoga okrętu składała się z 162 oficerów, podoficerów i marynarzy .

## Służba
„Wattignies” został przyjęty do służby w Marine nationale w maju 1892 roku . W latach 90. XIX wieku z pokładu okrętu usunięto wszystkie wyrzutnie torped . Jednostka została wycofana ze służby w 1908 roku, a następnie złomowana.